# Amiga mortal
Amiga mortal (títol original: Deadly Friend) és una pel·lícula estatunidenca dirigida per Wes Craven, estrenada l'any 1986. Ha estat doblada al català

## Argument
Paul Conway és un jove de 15 anys, que, malgrat la seva edat, és ja un brillant neuròleg. Fins i tot ha fabricat un robot que ha anomenat BB, robot dotat d'una gran força i intel·ligència, però que pot tenir reaccions inesperades. Paul acaba per enamorar-se de la seva nova veïna Samantha. Per desgràcia, aquesta és morta accidentalment pel seu pare alcohòlic. El jove decideix de recuperar el cadàver de la jove a la morgue i implantar-li en el cervell el microprocessador del seu robot. Però aquesta esdevé llavors una perillosa homicida…

## Repartiment
- Matthew Laborteaux: Paul Conway
- Kristy Swanson: Samantha Pringle
- Michael Sharrett: Tom 'Slime' Toomey
- Anne Twomey: Jeannie Conway
- Anne Ramsey: Elvira Parker
- Richard Marcus: Harry Pringle
- Russ Marí: el metge Johanson
- Lee Paul: el sergent Volchek
- Andrew Roperto: Carl
- Charles Fleischer: BB (veu)
- Robin Nuyen: el lladre
- Frank Cavestani: el resident disgustat
- Merritt Olsen: el tècnic
- William H. Faeth M.D. : el metge en la cambra de Sam
- Joel Hile: el diputat